# Полет 243 на „Алоха Еърлайнс“
Полет 243 на „Алоха Еърлайнс“ е редовен пътнически полет на „Алоха Еърлайнс“ между Хило и Хонолулу в Хаваи. На 28 април 1988 г. самолетът „Боинг 737-297“, който изпълнява полета, претърпява големи щети след експлозивна декомпресия по време на полет. Вратата на пилотската кабина се счупва и капитанът вижда „синьото небе, където е таванът на първа класа“. Голяма част от покрива е откъснат, състоящ се от цялата горна половина на обшивката на самолета, простираща се зад пилотската кабина до областта на предното крило с дължина от около 5,5 м.
Самолетът успява да кацне безопасно на летище Кахулуи на Мауи. Единственият смъртен случай е на стюардесата Кларабел „C.B.“ Лансинг, която е катапултирана от самолета. Други 65 пътници и екипаж са ранени. Частта от фюзелажа, издухана от самолета, никога не е намерена. Разследването на Националния съвет за безопасност на транспорта в Съединените американски щати стига до заключението, че инцидентът е причинен от умора на метала, влошена от корозия в пукнатините и лоша поддръжка.
Значителните щети, нанесени от декомпресията, загубата на един член на кабинния екипаж и безопасното кацане на самолета определят инцидента като значимо събитие в историята на авиацията с дълготрайни последици върху политиките и процедурите за безопасност на въздухоплаването.